# José Quintino Dias
José Quintino Dias (Tavira, 26 de agosto de 1792 — Lisboa, 13 de novembro de 1881), primeiro e único  barão de Monte Brasil, foi um militar do Exército Português, onde atingiu o posto de general-de-divisão, que se distinguiu durante a Guerra Civil Portuguesa.

## Biografia
Nasceu em Tavira, filho de José Quintino Dias e de sua mulher Teresa Dionísia Mascarenhas. Casou em 1817 com Maria Sebastiana Álvares Botelho (morreu em 1875), filha de Francisco Álvares Botelho e de sua mulher Maria Leocádia do Carmo.
Foi comandante do Batalhão de Caçadores n.º 5 e governador da Fortaleza de São João Baptista da Ilha Terceira de 1828 a 1829. Nesta qualidade, chefiou a reacção dos liberais terceirenses à proclamação de Miguel I de Portugal como rei absoluto. 
Um golpe militar por ele liderado depôs o 9.º capitão-general dos Açores, Manuel Vieira de Albuquerque Touvar, e obrigou a reunir a Câmara Municipal de Angra e e proclamar-se fiel a D. Maria II de Portugal, reinstaurando vigência da Carta Constitucional portuguesa de 1826. 
Em consequência do golpe foi nomeado um Governo Interino de acordo com a lei pombalina que instituíra a Capitania-Geral dos Açores. Este governo fez expulsar os miguelistas da Terceira.
Recebeu o título de barão do Monte Brasil por decreto de 4 de agosto de 1862 do rei Luís I de Portugal em reconhecimento pela sua acção em 1828. Foi o primeiro e único barão do Monte Brasil, tendo o seu filho, José Maria Álvares Quintino, recebido o título de visconde do Monte Brasil. 
O título foi concedido por decreto de 4 de Agosto de 1862, invocando a sua acção na Terceira em prol do liberalismo, em 1828.
Quintino Dias é autor de algumas memórias sobre os acontecimentos de 22 de junho de 1828 em Angra que iniciaram a Guerra Civil.

## Obras publicadas
- Documentos para a história da restauração do governo legítimo e constitucional da Ilha Terceira em 22 de Junho de 1828; publicadas pelo major José Quintino Dias. Paris, Typ. H. Dupuy, 1832.
- Exposição dos actos arbitrarios ... practicados pela Regencia da Terceira contra o Major J. Quintino Dias. Paris, 1832.